# Trichius sexualis
Trichius sexualis är en skalbaggsart som beskrevs av Ernest Marie Louis Bedel 1906. Trichius sexualis ingår i släktet Trichius och familjen Cetoniidae. Inga underarter finns listade i Catalogue of Life.